# Junebug
Junebug è un film del 2005 diretto da Phil Morrison.
È stato presentato in concorso al Sundance Film Festival e in una proiezione speciale alla Settimana internazionale della Critica al 58º Festival di Cannes.

## Trama
Quando la neosposa Madeleine, venditrice d'arte, si mette in viaggio da Chicago per il North Carolina alla ricerca di un pittore locale autodidatta da inserire nella sua galleria "outsider", coglie l'occasione per conoscere la famiglia del marito George, che vive da quelle parti. C'è la dura, critica madre Peg, il riservato e contemplativo padre Eugene e il fratello ventenne Johnny, scontroso e risentito, che si è sposato, vive ancora a casa e sta studiando per ottenere il diploma mentre lavora come operaio. Johhny ha sposato sua moglie Ashley prima che entrambi finissero le superiori. La relazione tra i due è tesa, ed Ashley è convinta che un figlio sarà la soluzione ai loro problemi matrimoniali.
Madeleine e George vengono sistemati nella stanza del bambino e la donna diventa subito amica della giovane moglie incinta di Johnny, una ragazza molto dolce e amichevole, anche se un po' ingenua e chiacchierona. Parlando con Madeleine, la giovane le rivela di voler chiamare il bambino Junebug. La famiglia porta Madeleine a una festa parrocchiale e lei scopre di non sapere molto di George, dal momento che sono sposati solo da sei mesi e si sono conosciuti appena una settimana prima di sposarsi. L'uomo è infatti molto legato ai valori tipici di una famiglia del sud. L'artista che Madeleine vuole per la sua galleria è indeciso se accettare o meno l'offerta. Ashley comincia il travaglio e la famiglia va in ospedale con lei, ma Madeleine sceglie di andare a convincere l'artista a firmare con la sua galleria, cosa che fa arrabbiare George. Ashley abortisce. George e Madeleine ripartono per Chicago.

## Produzione
La pellicola è stata girata in Super 16 millimetri.

## Colonna sonora
Il film si apre e si chiude con il brano del 1977 Harmour Love, interpretato da Syreeta Wright e scritto da Stevie Wonder.

## Riconoscimenti
- 2005 - Premio Oscar
  - Candidatura Miglior attrice non protagonista a Amy Adams
- Independent Spirit Awards 2006: miglior attrice non protagonista (Amy Adams)
- 10ª edizione dei Critics' Choice Awards: miglior attrice non protagonista (Amy Adams)
- Gotham Awards 2005: miglior attrice emergente (Amy Adams)